# Hòn Đôi
Hòn Đôi hay còn gọi là hòn Đồi, hay hòn Đầu, là một hòn đảo nhỏ gần bờ biển thuộc xã Vạn Thạnh, huyện Vạn Ninh, tỉnh Khánh Hòa. Đây là vị trí Điểm A7 của Đường cơ sở trên biển của Việt Nam. Phía tây của đảo là Mũi Đôi cực đông trên đất liền của Việt Nam.

## Tự nhiên
Đảo cách đất liền tại vị trí ngay Mũi Đôi (thuộc bán đảo Hòn Gốm) khoảng 500 m. Diện tích đảo gần 20 ha (0,195 km2), độ cao lớn nhất 309 m. Tên gọi hòn Đồi là do đảo có nhiều đồi mồi. Môi trường tự nhiên trên đảo hoang sơ gần như nguyên vẹn, bề mặt đảo đầy các khối đá xen lẫn cây bụi. Đảo là nơi rất nhiều chim yến trú ngụ.
Trên đỉnh cao nhất của đảo đặt Cột mốc A7 và mốc tọa độ, hai cột cách nhau 20 m.

## Lịch sử

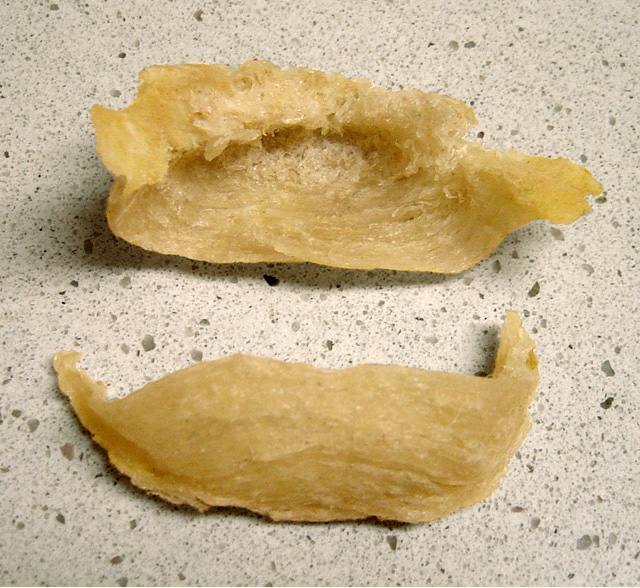
Tổ yến (minh họa) là nguồn lợi lớn từ đảo

Năm 2005, Bộ Văn hóa và Thông tin (nay là Bộ Văn hóa, Thể thao và Du lịch) ban hành Quyết định số 13 xếp hạng Mũi Đôi - Hòn Đôi là danh lam thắng cảnh quốc gia.
Vào năm 2014, chính quyền tỉnh Khánh Hòa kêu gọi doanh nghiệp du lịch đầu tư vào Mũi Đôi - Hòn Đầu, khai thác du lịch, tổ chức tham quan, dã ngoại.
Đến năm 2019, việc du lịch diễn ra tự phát thiếu đảm bảo an toàn, xảy ra nhiều vụ tai nạn nên Bộ đội biên phòng khu vực lại có văn bản đề nghị hạn chế hoạt động du lịch tại đây. Vụ nghiêm trọng nhất xảy ra vào ngày 22 tháng 9 từ một đoàn sinh viên vừa tốt nghiệp gồm 16 người đến đây tắm biển, 2 trong số đó thiệt mạng và thi thể được tìm thấy vài ngày sau đó.
Hiện tại, đảo được Công ty Yến sào Khánh Hòa quản lý để khai thác nguồn lợi yến sào. Đảo là một địa điểm hạn chế đối với khách du lịch.

### Sách
- Hội đồng quốc gia chỉ đạo biên soạn từ điển bách khoa Việt Nam (2002). Từ điển bách khoa Việt Nam: E-M. Nhà xuất bản Từ điển bách khoa. OCLC 951286520.
- UBND tỉnh Khánh Hòa (2003). Địa chí Khánh Hòa. Nhà xuất bản Chính trị quốc gia. OCLC 56968041.